# Liste des villes des Tonga
Voici une liste des villes principales des Tonga.
| Ville      | Île       | Division  | Population |
| ---------- | --------- | --------- | ---------- |
| Mu'a       | Tongatapu | Tongatapu | 5 000      |
| Neiafu     | Vavaʻu    | Vava'u    | 6 000      |
| Nukuʻalofa | Tongatapu | Tongatapu | 22 400     |
| Pangai     | Lifuka    | Ha'apai   | 2 000      |